# Kiloro
Kilòro è un gioco di carte di gruppo.

## Il gioco

### Preparazione
Si gioca con due mazzi da Pinnacola da 52 carte; il primo mazzo sarà utilizzato come carte di gioco, il secondo come "mazzo dei Kilòri". A seconda del numero dei giocatori è necessario stabilire il numero dei concorrenti che passeranno al secondo turno e quanti accederanno alla finale; ad esempio, su 10 giocatori totali, 6 passeranno al secondo turno, 3 alla finalissima.

### Svolgimento
Il mazziere distribuisce 3 carte ad ogni concorrente il quale, senza guardarle né scoprirle le disporrà davanti a sé. A turno, partendo dal mazziere e procedendo in senso orario, ogni giocatore scoprirà una delle sue carte a scelta. Passeranno al turno successivo i giocatori (in numero scelto ad inizio del gioco) che avranno le carte con valore più alto.
Il valore delle carte dalla più alta alla più bassa è il seguente: A,K,Q,J,10,9,8,7,6,5,4,3,2. In caso di carte con uguale valore si guarda il seme (in ordine di importanza: cuori, quadri, fiori, picche). Il procedimento si ripete fino alla finale nella quale verrà decretato il vincitore della "manche" che avrà quindi il diritto di pescare una carta dal mazzo dei Kilòri.
Nel mazzo dei kilòri il jolly vale 20 kilòri e le figure valgono 10 kilòri mentre le altre hanno il valore scritto sulla carta (l'asso vale 1 kilòro)- Vince la partita chi raggiunge i 50 Kiòri.

#### Carte Speciali
- Asso di cuori (kilòro) - oltre a passare il turno in quanto carta più alta del gioco, chi scopre questa carta, ha diritto di pescare immediatamente una carta dal mazzo dei kilòri.
- Jolly - chi scopre questa carta la cambia con una del mazzo di gioco. Può decidere se scoprire subito la nuova carta o scoprirne un'altra di quelle eventualmente a sua disposizione.
- Due di cuori (mezzokilòro) - chi scopre questa carta la sostituisce con un'altra pescata dal mazzo ma tenendola coperta. Dopodiché ogni giocatore passa una delle sue carte coperte al concorrente alla propria destra, infine il giocatore che ha scoperto il mezzokilòro riscopre una carta che varrà per il turno corrente.
- Tre carte di cuori (kolòro) - chi resiste fino alla finale e scopre di avere in mano 3 carte di cuori ha il kolòro, che dà diritto di pescare una carta dal mazzo dei kilòri.